# Edgar Allan Poe (Eric Woolfson)
Edgar Allan Poe è un album del musicista britannico Eric Woolfson, del 2009, tratto dal musical Edgar Allan Poe.

## Tracce
1. Angel of the Odd
2. Tiny Star
3. Wings of Eagles
4. The Murder in the Rue Morgue
5. Blinded by the Light
6. The Pit and the Pendulum
7. The Raven
8. It Doesn't Take a Genius
9. The Bells
10. Goodbye to All That
11. The Devil I Know
12. Somewhere in the Audience
13. Trust Me
14. Annabel Lee - Let the Sun Shine on Me
15. Train to Freedom
16. What Fools People Are
17. Immortal

## Formazione
- Eric Woolfson - voce, tastiera
- Ralph Salmins - batteria, percussioni
- Ian Thomas - batteria, percussioni
- Frank Ricotti - batteria, percussioni
- Martin Ditcham - batteria, percussioni
- Laurence Cottle - basso
- John Parricelli - chitarra
- Simon Chamberlain - tastiera
- Alf Clewlow - tastiera
- Haydn Bendall - tastiera
- Dermot Creham - violino
- Bozidar Vukotic - violoncello
- Phil Todd - woodwind
- Richard Watkins - corno
- Steve Balsamo - voce
- David Burt - voce
- Anna Jane Casey - voce
- Melinda Hughes - voce
- Juliette Caton - voce
- Fred Johanson - voce
- James Gillan - voce
- Karen Davis - voce
- Angela Bradley - voce
- Andrew Bolton - voce
- William Kenning - voce
- Ceri Anne Gregory - voce
- Shona White - voce
- Mark O'Malley - voce
- Suzanne Richardson - voce
- Richard Tate - voce
- Ian Movat - voce
- Gail Mackinnon - voce
- Rob Thompson - voce
- Stephan Ryhs Williams - voce
- Christian Phillips - voce
- The Brighton Fevistal Chorus & Metro Voices - coro